# Geëerd Militair Piloot van de Russische Federatie
Geëerd Militair Piloot van de Russische Federatie (Russisch: "Заслуженный военный штурман Российской Федерации", Zasloezjennyj vojennyi sjtoerman Rossijskoj federatsii)  is een eretitel van de Russische Federatie. De titel wordt verleend voor het aanleren van bijzondere en gecompliceerde technieken en het langdurig vliegen zonder problemen.
In de Sovjet-Unie bestond sinds 1965 al een Geëerd Militair Piloot van de Sovjet-Unie, deze titel is daarvan de opvolger.
De titel werd door de Russische Federatie op 20 maart 1992 ingesteld. 
De dragers van de titel mogen een langwerpig achthoekig zilverkleurig schildje van tombak met een vergulde afbeelding van een straalvliegtuig en een lauwertak aan een kort lint in de kleuren van de Russische vlag op de rechterborst boven alle andere onderscheidingen dragen. Op de keerzijde staat een serienummer. De medaille werd tot april 2013 415 maal uitgereikt.
De volledige lijst van decorabele personen en gronden waarop een voordracht kan worden gedaan voor een benoeming luidt: "De eretitel van een Geëerd Militair Piloot van de Russische Federatie wordt toegekend aan leden van militaire vliegende eenheden, militaire instellingen, militaire scholen, militaire organisaties en andere militaire en federale autoriteiten. De voorgedragen personen moeten gebrevetteerde piloten der eerste klasse of instructeurs der eerste klasse zijn. De gronden om de onderscheiding te verlenen zijn uitstekende prestaties bij het ontwikkelen van luchtvaarttechnologie, een grote prestatie bij het onderricht en het trainen van vliegend personeel en het langdurig zonder problemen uitvoeren van militaire vluchten".

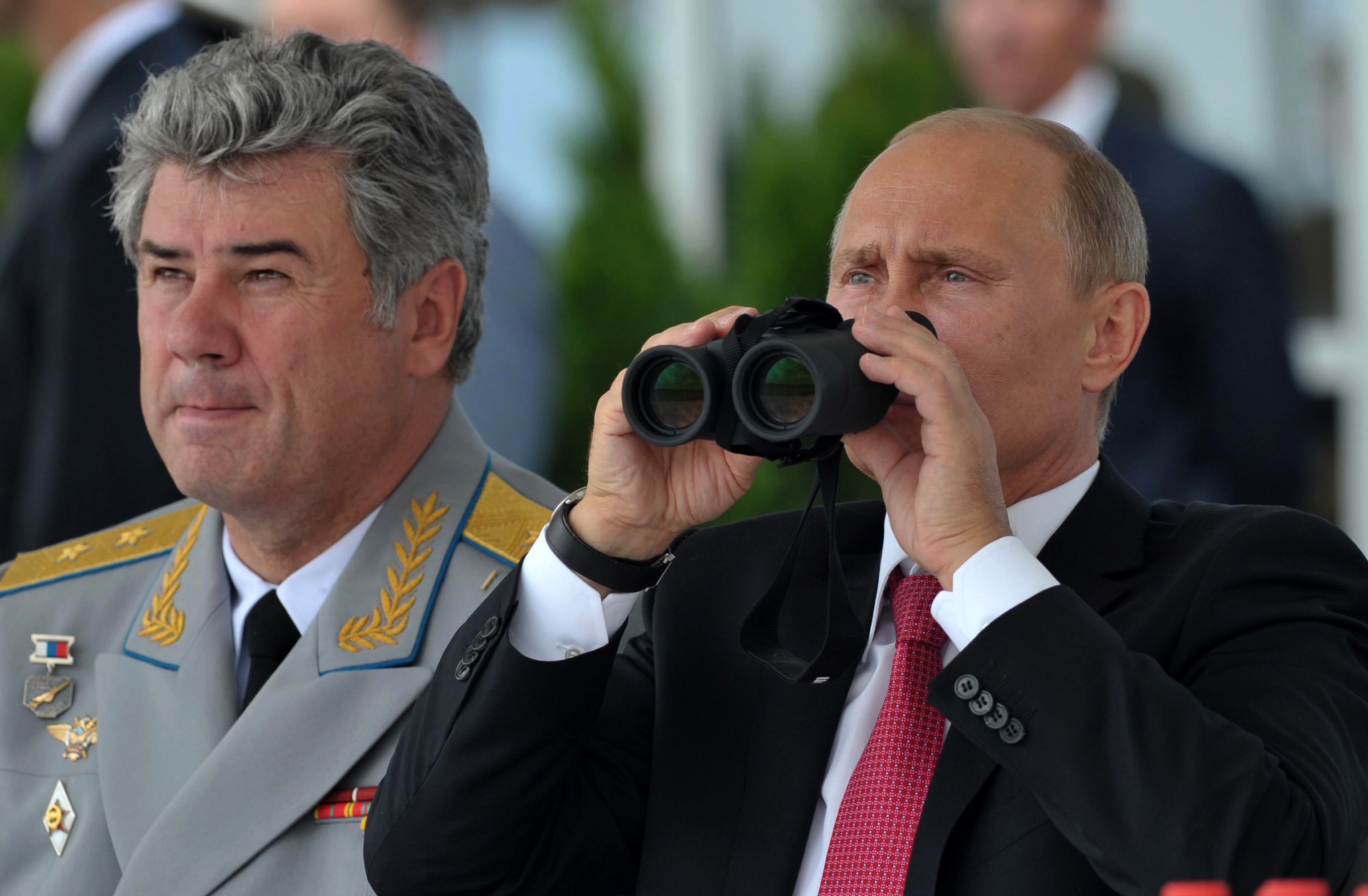
Luitenant-Generaal Viktor Nikolajevitsj Bondarev met de onderscheiding